# Syndrome sérotoninergique
 Mise en garde médicale
Le syndrome sérotoninergique est un effet indésirable potentiellement mortel lié à la perturbation de l'équilibre chimique du système nerveux central due à un excès de sérotonine au niveau cérébral.
Le tableau clinique associe de manière inconstante et à des degrés divers des effets cognitifs, des effets physiques et des effets sur le système nerveux autonome.
De nombreuses drogues, de nombreuses substances et des interactions médicamenteuses peuvent provoquer un syndrome sérotoninergique. Le diagnostic, basé sur les symptômes cliniques et l'anamnèse, est difficile à poser car aucun symptôme n'est spécifique et les diagnostics différentiels sont nombreux.
Le traitement est symptomatique. Il consiste avant tout en l'arrêt des médicaments.

## Histoire
Trente-huit cas, initialement réunis dans une revue de la littérature colligeant des cas humains et animaux enregistrés depuis les années 1960, permettent de préciser les contours du syndrome en 1991,.

## Épidémiologie
L'incidence des expositions excessives aux molécules sérotoninergiques est en augmentation entre 2002 et 2005 aux États-Unis avec plus de 45 000 déclarations enregistrées chaque année par les centres antipoison américains, mais le taux de mortalité reste faible à 0,2 %. Ce nombre de cas est en particulier liés aux interactions entre drogues stupéfiantes et nouvelles drogues de synthèse du type dextrométhorphane + MDMA[réf. souhaitée].

## Diagnostic
Le syndrome sérotoninergique peut survenir en réaction à un traitement antidépresseur (prise d'inhibiteur sélectif de la recapture de la sérotonine (ISRS) ou d'inhibiteur de la recapture de la sérotonine et de la noradrénaline (IRSN), cause la plus fréquente en pratique), à une interaction médicamenteuse, à un surdosage en certains médicaments ou à l'usage de stupéfiants (notamment avec l'ecstasy / MDMA qui induit une libération massive de sérotonine). Il peut aussi survenir en réaction aux triptans ou au tramadol. On retrouve parfois les termes de maladie de la sérotonine, tempête de sérotonine, empoisonnement à la sérotonine, hypersérotoninémie.
C'est un diagnostic clinique. Il n'existe pas en 2012 d'examen complémentaire qui permette de confirmer ce diagnostic.

### Clinique
Le tableau clinique associe de manière inconstante et à des degrés divers,,, :
- signes digestifs : nausées, diarrhées ;
- signes psychiatriques : agitation, hypomanie, hallucinations, confusion, nervosité, insomnie ;
- signes neurologiques : tremblements, rigidité musculaire, myoclonies, hyperréflexie, ataxie, akathisie, mydriase ;
- signes du système nerveux autonome : tachycardie, tachypnée et/ou dyspnée, baisse ou élévation de la pression artérielle, sueurs, hyperthermie.

Les formes sévères peuvent comporter acidose métabolique, rhabdomyolyse, insuffisance rénale, convulsion, coma, choc et coagulation intravasculaire disséminée,,. Les critères établis initialement par Sternbach en 1991 ont été révisés en 2003. Les effets peuvent durer de quelques jours à plusieurs mois.

### Diagnostic différentiel
D'autres diagnostics possibles doivent être évoqués et éliminés :
- Syndrome malin des neuroleptiques ;
- Syndrome anticholinergique ;
- Toxicité du lithium.

## Prévention et traitement
Il consiste en l'arrêt des médicaments, la sédation et le rafraîchissement du patient. Quelquefois la cyproheptadine, un antagoniste des récepteurs à la sérotonine, est nécessaire dans les cas modérés à sévères. Un des traitements associés importants est le contrôle de l'agitation grâce à une sédation par benzodiazépine.